# حلواماهی ژاپنی
حلواماهی ژاپنی (نام علمی: Psenopsis anomala) نام یک گونه از راسته سوف‌ماهی‌سانان است.
در زبان ژاپنی ابودای (به ژاپنی: イボダイ) نامیده می‌شود و یکی از ماهی‌هایی است که در تهیه سوشی استفاده می‌شود.